# Compressão física
Compressão física é o resultado da aplicação de uma força de compressão a um material, resultando em uma redução em seu volume, ou, como tratado em resistência dos materiais e engenharia, uma redução  de uma de suas dimensões, axial com a atuação da força, e um aumento da seção transversal a este mesmo eixo, quando a deformação da peça nesta direção é permitida, pois deve-se considerar que teoricamente, neste caso, seu volume mantenha-se constante. Um exemplo característico de objeto submetido a esforços de compressão são os pilares dos prédios, que recebem, com a mesma direção de seu eixo, as cargas acima deles.
A compressão ocorre quando a força axial aplicada estiver atuando com o sentido dirigido para o interior da peça. Por exemplo, uma pequena chapa de aço engastada em uma morsa, sendo gradativamente comprimida pelos dois engastes, estará recebendo forças com direções opostas, porém, apontando para seu interior. Com isso, a peça sofre deformações. Em um primeiro momento, sofre uma deformação elástica, porém, quando atinge sua tensão de escoamento, a peça passará a entrar em sua deformação plástica, ou seja: o material estará sendo deformado permanentemente, ao contrário do regime elástico, onde a organização atômica volta ao estado onde se encontrava no início. A compressão pode ser denominada como tal quando a peça estiver sendo "empurrada", ao contrário da tração, onde ela está sendo "puxada". 
A compressão tem muitas implicações na resistência dos materiais, na física e na engenharia estrutural, pelo fato da compressão produzir quantidades consideráveis de stress e tensão.
Induzindo a compressão, propriedades mecânicas, tais como a força de compressão ou o módulo de elasticidade, podem ser medidos. Os cientistas podem utilizar máquinas para induzir a compressão. Este tipo de experimento é chamado de ensaio de compressão, que é utilizado para comprovar as características mecânicas de uma peça, descobrindo assim a que tensão ela sofrerá ruptura. Caracterizam-se como ensaios destrutivos, uma vez que a peça fica normalmente inutilizada após o ensaio.